# Echipa națională de handbal masculin a României
Pentru reprezentativa feminină, vezi Echipa națională de handbal feminin a României.
Echipa națională de handbal a României este echipa națională care reprezintă România în competițiile interțări oficiale sau amicale de handbal masculin. Echipa României este una dintre cele mai de succes selecționate de handbal masculin ale lumii, fiind printre altele câștigătoare a patru titluri mondiale, între anii 1961 și 1974, și a medaliilor de argint la Jocurile Olimpice din 1976.

## Palmares
Campionatul Mondial (în 7 jucători)
- medalie de aur în 1961, 1964, 1970, 1974
- medalie de bronz în 1967 și 1990

Campionatul Mondial (în 11 jucători)
- medalie de argint în 1959

Jocurile Olimpice
- medalie de argint în 1976
- medalie de bronz în 1972, 1980, 1984

## Rezultate

### Rezultate olimpice
| Olimpiada                                                                  | Faza atinsă                | Rezultat         | MJ               | V                | E                | Î                | GM               | GP               |
| -------------------------------------------------------------------------- | -------------------------- | ---------------- | ---------------- | ---------------- | ---------------- | ---------------- | ---------------- | ---------------- |
| Berlin 1936                                                                | Meciul pentru locurile 5-6 | Locul 5 din 6    | 3                | 1                | 0                | 2                | 19               | 29               |
| Competiția de handbal nu s-a desfășurat la edițiile JO dintre 1936 și 1968 |                            |                  |                  |                  |                  |                  |                  |                  |
| München 1972                                                               | Finala mică                | Locul 3 din 16   | 7                | 6                | 0                | 1                | 111              | 92               |
| Montréal 1976                                                              | Finala                     | Locul 2 din 12   | 5                | 3                | 1                | 1                | 106              | 90               |
| Moscova 1980                                                               | Finala mică                | Locul 3 din 12   | 6                | 5                | 0                | 1                | 139              | 106              |
| Los Angeles 1984                                                           | Finala mică                | Locul 3 din 12   | 6                | 5                | 0                | 1                | 143              | 110              |
| Seul 1988                                                                  | Nu s-a calificat           | Nu s-a calificat | Nu s-a calificat | Nu s-a calificat | Nu s-a calificat | Nu s-a calificat | Nu s-a calificat | Nu s-a calificat |
| Barcelona 1992                                                             | Meciul pentru locurile 7-8 | Locul 8 din 12   | 6                | 1                | 1                | 4                | 126              | 138              |
| Atlanta 1996                                                               | Nu s-a calificat           | Nu s-a calificat | Nu s-a calificat | Nu s-a calificat | Nu s-a calificat | Nu s-a calificat | Nu s-a calificat | Nu s-a calificat |
| Sydney 2000                                                                | Nu s-a calificat           | Nu s-a calificat | Nu s-a calificat | Nu s-a calificat | Nu s-a calificat | Nu s-a calificat | Nu s-a calificat | Nu s-a calificat |
| Atena 2004                                                                 | Nu s-a calificat           | Nu s-a calificat | Nu s-a calificat | Nu s-a calificat | Nu s-a calificat | Nu s-a calificat | Nu s-a calificat | Nu s-a calificat |
| Beijing 2008                                                               | Nu s-a calificat           | Nu s-a calificat | Nu s-a calificat | Nu s-a calificat | Nu s-a calificat | Nu s-a calificat | Nu s-a calificat | Nu s-a calificat |
| Londra 2012                                                                | Nu s-a calificat           | Nu s-a calificat | Nu s-a calificat | Nu s-a calificat | Nu s-a calificat | Nu s-a calificat | Nu s-a calificat | Nu s-a calificat |
| Rio de Janeiro 2016                                                        | Nu s-a calificat           | Nu s-a calificat | Nu s-a calificat | Nu s-a calificat | Nu s-a calificat | Nu s-a calificat | Nu s-a calificat | Nu s-a calificat |
| Tokyo 2020                                                                 | Nu s-a calificat           | Nu s-a calificat | Nu s-a calificat | Nu s-a calificat | Nu s-a calificat | Nu s-a calificat | Nu s-a calificat | Nu s-a calificat |

#### Cel mai bun marcator la Jocurile Olimpice
Gheorghe Gruia, 37 de goluri (1972); Ștefan Birtalan, 32 de goluri (1976);
| Competiție                | Rezultat         | MJ               | V                | E                | Î                | GM               | GP               | +/-              |
| ------------------------- | ---------------- | ---------------- | ---------------- | ---------------- | ---------------- | ---------------- | ---------------- | ---------------- |
| Germania 1938             | Nu s-a calificat | Nu s-a calificat | Nu s-a calificat | Nu s-a calificat | Nu s-a calificat | Nu s-a calificat | Nu s-a calificat | Nu s-a calificat |
| Suedia 1954               | Nu s-a calificat | Nu s-a calificat | Nu s-a calificat | Nu s-a calificat | Nu s-a calificat | Nu s-a calificat | Nu s-a calificat | Nu s-a calificat |
| RD Germană 1958           | Locul 13 din 16  | 3                | 0                | 1                | 2                | 40               | 50               | -10              |
| RF Germană 1961           | Locul 1 din 12   | 6                | 5                | 0                | 1                | 89               | 67               | +22              |
| Cehoslovacia 1964         | Locul 1 din 16   | 6                | 6                | 0                | 0                | 136              | 88               | +48              |
| Suedia 1967               | Locul 3 din 16   | 6                | 4                | 1                | 1                | 114              | 88               | +26              |
| Franța 1970               | Locul 1 din 16   | 6                | 5                | 0                | 1                | 94               | 68               | +26              |
| RD Germană 1974           | Locul 1 din 16   | 6                | 5                | 0                | 1                | 111              | 81               | +30              |
| Danemarca 1978            | Locul 7 din 16   | 6                | 3                | 1                | 2                | 131              | 106              | +25              |
| RF Germană 1982           | Locul 5 din 16   | 7                | 5                | 0                | 2                | 164              | 152              | +12              |
| Elveția 1986              | Locul 9 din 16   | 7                | 3                | 0                | 4                | 146              | 147              | -1               |
| Cehoslovacia 1990         | Locul 3 din 16   | 7                | 6                | 0                | 1                | 168              | 142              | +26              |
| Suedia 1993               | Locul 10 din 16  | 7                | 2                | 1                | 4                | 143              | 152              | -9               |
| Islanda 1995              | Locul 10 din 16  | 6                | 3                | 0                | 3                | 147              | 152              | -5               |
| Japonia 1997              | Nu s-a calificat | Nu s-a calificat | Nu s-a calificat | Nu s-a calificat | Nu s-a calificat | Nu s-a calificat | Nu s-a calificat | Nu s-a calificat |
| Egipt 1999                | Nu s-a calificat | Nu s-a calificat | Nu s-a calificat | Nu s-a calificat | Nu s-a calificat | Nu s-a calificat | Nu s-a calificat | Nu s-a calificat |
| Franța 2001               | Nu s-a calificat | Nu s-a calificat | Nu s-a calificat | Nu s-a calificat | Nu s-a calificat | Nu s-a calificat | Nu s-a calificat | Nu s-a calificat |
| Portugalia 2003           | Nu s-a calificat | Nu s-a calificat | Nu s-a calificat | Nu s-a calificat | Nu s-a calificat | Nu s-a calificat | Nu s-a calificat | Nu s-a calificat |
| Tunisia 2005              | Nu s-a calificat | Nu s-a calificat | Nu s-a calificat | Nu s-a calificat | Nu s-a calificat | Nu s-a calificat | Nu s-a calificat | Nu s-a calificat |
| Germania 2007             | Nu s-a calificat | Nu s-a calificat | Nu s-a calificat | Nu s-a calificat | Nu s-a calificat | Nu s-a calificat | Nu s-a calificat | Nu s-a calificat |
| Croația 2009              | Locul 15 din 24  | 5                | 2                | 0                | 3                | 141              | 135              | +6               |
| Suedia 2011               | Locul 19 din 24  | 5                | 2                | 0                | 3                | 132              | 123              | +9               |
| Spania 2013               | Nu s-a calificat | Nu s-a calificat | Nu s-a calificat | Nu s-a calificat | Nu s-a calificat | Nu s-a calificat | Nu s-a calificat | Nu s-a calificat |
| Qatar 2015                | Nu s-a calificat | Nu s-a calificat | Nu s-a calificat | Nu s-a calificat | Nu s-a calificat | Nu s-a calificat | Nu s-a calificat | Nu s-a calificat |
| Franța 2017               | Nu s-a calificat | Nu s-a calificat | Nu s-a calificat | Nu s-a calificat | Nu s-a calificat | Nu s-a calificat | Nu s-a calificat | Nu s-a calificat |
| Danemarca / Germania 2019 | Nu s-a calificat | Nu s-a calificat | Nu s-a calificat | Nu s-a calificat | Nu s-a calificat | Nu s-a calificat | Nu s-a calificat | Nu s-a calificat |
| Egipt 2021                | Nu s-a calificat | Nu s-a calificat | Nu s-a calificat | Nu s-a calificat | Nu s-a calificat | Nu s-a calificat | Nu s-a calificat | Nu s-a calificat |

| Competiție                       | Rezultat         | MJ               | V                | E                | Î                | GM               | GP               | +/-              |
| -------------------------------- | ---------------- | ---------------- | ---------------- | ---------------- | ---------------- | ---------------- | ---------------- | ---------------- |
| Portugalia 1994                  | Locul 11 din 12  | 5                | 1                | 0                | 4                | 113              | 135              | -22              |
| Spania 1996                      | Locul 9 din 12   | 5                | 1                | 0                | 4                | 117              | 134              | -17              |
| Italia 1998                      | Nu s-a calificat | Nu s-a calificat | Nu s-a calificat | Nu s-a calificat | Nu s-a calificat | Nu s-a calificat | Nu s-a calificat | Nu s-a calificat |
| Croația 2000                     | Nu s-a calificat | Nu s-a calificat | Nu s-a calificat | Nu s-a calificat | Nu s-a calificat | Nu s-a calificat | Nu s-a calificat | Nu s-a calificat |
| Suedia 2002                      | Nu s-a calificat | Nu s-a calificat | Nu s-a calificat | Nu s-a calificat | Nu s-a calificat | Nu s-a calificat | Nu s-a calificat | Nu s-a calificat |
| Slovenia 2004                    | Nu s-a calificat | Nu s-a calificat | Nu s-a calificat | Nu s-a calificat | Nu s-a calificat | Nu s-a calificat | Nu s-a calificat | Nu s-a calificat |
| Elveția 2006                     | Nu s-a calificat | Nu s-a calificat | Nu s-a calificat | Nu s-a calificat | Nu s-a calificat | Nu s-a calificat | Nu s-a calificat | Nu s-a calificat |
| Norvegia 2008                    | Nu s-a calificat | Nu s-a calificat | Nu s-a calificat | Nu s-a calificat | Nu s-a calificat | Nu s-a calificat | Nu s-a calificat | Nu s-a calificat |
| Austria 2010                     | Nu s-a calificat | Nu s-a calificat | Nu s-a calificat | Nu s-a calificat | Nu s-a calificat | Nu s-a calificat | Nu s-a calificat | Nu s-a calificat |
| Serbia 2012                      | Nu s-a calificat | Nu s-a calificat | Nu s-a calificat | Nu s-a calificat | Nu s-a calificat | Nu s-a calificat | Nu s-a calificat | Nu s-a calificat |
| Danemarca 2014                   | Nu s-a calificat | Nu s-a calificat | Nu s-a calificat | Nu s-a calificat | Nu s-a calificat | Nu s-a calificat | Nu s-a calificat | Nu s-a calificat |
| Polonia 2016                     | Nu s-a calificat | Nu s-a calificat | Nu s-a calificat | Nu s-a calificat | Nu s-a calificat | Nu s-a calificat | Nu s-a calificat | Nu s-a calificat |
| Croația 2018                     | Nu s-a calificat | Nu s-a calificat | Nu s-a calificat | Nu s-a calificat | Nu s-a calificat | Nu s-a calificat | Nu s-a calificat | Nu s-a calificat |
| Austria / Suedia / Norvegia 2020 | Nu s-a calificat | Nu s-a calificat | Nu s-a calificat | Nu s-a calificat | Nu s-a calificat | Nu s-a calificat | Nu s-a calificat | Nu s-a calificat |
| Ungaria / Slovacia 2022          | Nu s-a calificat | Nu s-a calificat | Nu s-a calificat | Nu s-a calificat | Nu s-a calificat | Nu s-a calificat | Nu s-a calificat | Nu s-a calificat |
| Germania 2024                    | Locul 22 din 24  | 3                | 0                | 0                | 3                | 73               | 98               | -25              |

## Echipa

### Lotul de jucători
Tabelul de mai jos cuprinde lista jucătorilor convocați pentru Campionatul European de Handbal Masculin din 2024.
| Nr. | Post            | Nume                 | Data nașterii (vârsta)        | Înălțime | Selecții | Goluri | Echipă                    |
| --- | --------------- | -------------------- | ----------------------------- | -------- | -------- | ------ | ------------------------- |
| 1   | Portar          | Ionuț Iancu          | 18 februarie 1994 (31 de ani) | 1.94 m   | 81       | 6      | Dinamo București          |
| 3   | Inter stânga    | Gabriel Ilie         | 11 martie 1999 (26 de ani)    | 1.93 m   | 17       | 15     | CSM Constanța             |
| 4   | Centru          | Daniel Stanciuc      | 7 martie 2004 (21 de ani)     | 1.89 m   | 13       | 22     | Dinamo București          |
| 5   | Extremă dreapta | Ionuț Nistor         | 24 mai 1994 (31 de ani)       | 1.87 m   | 40       | 68     | CSM Constanța             |
| 8   | Inter stânga    | Robert Militaru      | 4 ianuarie 1994 (31 de ani)   | 1.96 m   | 29       | 6      | Dinamo București          |
| 10  | Centru          | Gabriel Cumpănici    | 12 octombrie 1998 (26 de ani) | 1.98 m   | 17       | 24     | Minaur Baia Mare          |
| 11  | Pivot           | Robert Nagy          | 6 iulie 1997 (28 de ani)      | 1.92 m   | 11       | 16     | Minaur Baia Mare          |
| 12  | Portar          | Dan Vasile           | 9 iulie 1997 (28 de ani)      | 1.90 m   | 40       | 2      | CSM Constanța             |
| 13  | Pivot           | Adrian Rotaru        | 1 iulie 1994 (31 de ani)      | 1.91 m   | 41       | 59     | CSM București             |
| 14  | Inter dreapta   | Demis Grigoraș       | 30 iunie 1993 (32 de ani)     | 1.93 m   | 71       | 120    | SL Benfica                |
| 17  | Inter stânga    | Dan Racoțea          | 21 iulie 1995 (30 de ani)     | 2.03 m   | 53       | 74     | Dinamo București          |
| 18  | Extremă dreapta | Marius Sadoveac      | 7 mai 1985 (40 de ani)        | 1.93 m   | 134      | 191    | SCM Politehnica Timișoara |
| 19  | Extremă dreapta | Alex Tărâță          | 19 ianuarie 1990 (35 de ani)  | 1.88 m   | 16       | 35     | Steaua București          |
| 21  | Centru          | Liviu Caba           | 21 iunie 2000 (25 de ani)     | 1.95 m   | 8        | 6      | CSM Constanța             |
| 22  | Extremă stânga  | Sabin Constantina    | 22 iulie 1996 (29 de ani)     | 1.86 m   | 8        | 14     | Steaua București          |
| 23  | Pivot           | Călin Dedu           | 21 octombrie 2002 (22 de ani) | 2.07 m   | 13       | 26     | Dinamo București          |
| 24  | Extremă stânga  | Andrei Nicușor Negru | 24 mai 1994 (31 de ani)       | 1.80 m   | 43       | 102    | Dinamo București          |
| 30  | Centru          | Andrei Drăgan        | 6 iulie 1999 (26 de ani)      | 1.85 m   | 11       | 10     | CSM Constanța             |
| 31  | Inter dreapta   | Radu Ghiță           | 22 noiembrie 1990 (34 de ani) | 1.89 m   | 74       | 92     | AHC Potaissa Turda        |
| 35  | Inter stânga    | Andrei Buzle         | 3 mai 1999 (26 de ani)        | 1.98 m   | 30       | 45     | BM Granollers             |

## Conducerea tehnică

### Echipa actuală
| Nume             | Funcție            |
| ---------------- | ------------------ |
| George Buricea   | Antrenor principal |
| Xavier Pascual   | Director tehnic    |
| Adrian Petrea    | Antrenor secund    |
| Roger Font Ribas | Antrenor portari   |
| Elian Apostol    | Kinetoterapeut     |
| Cătălin Ghenea   | Asistent medical   |
| Marius Pintea    | Statistician       |
| Iulian Stamate   | Antrenor federal   |

## Galerie

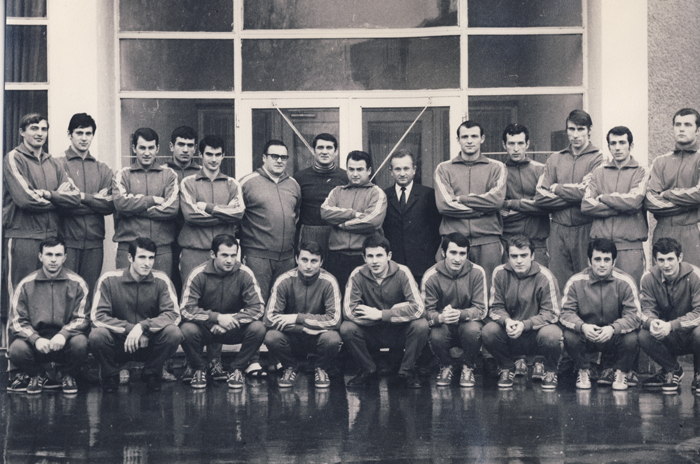
Lotul echipei naționale campioană mondială (1970)
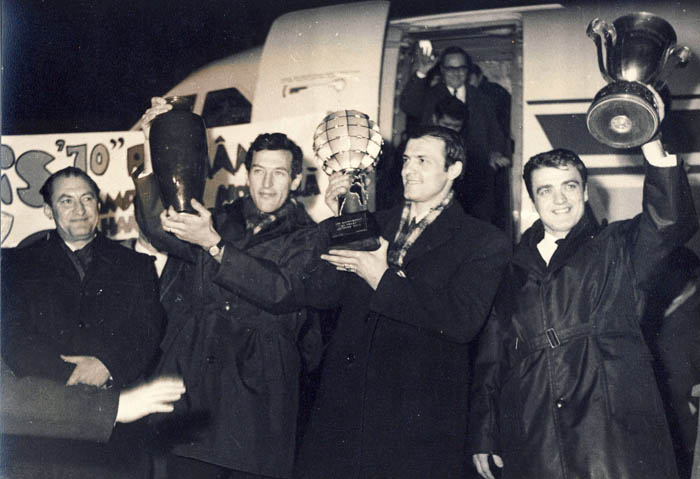
Cornel Penu, Gheorghe Gruia și Cornel Oțelea prezentând trofeele câștigate (1970)
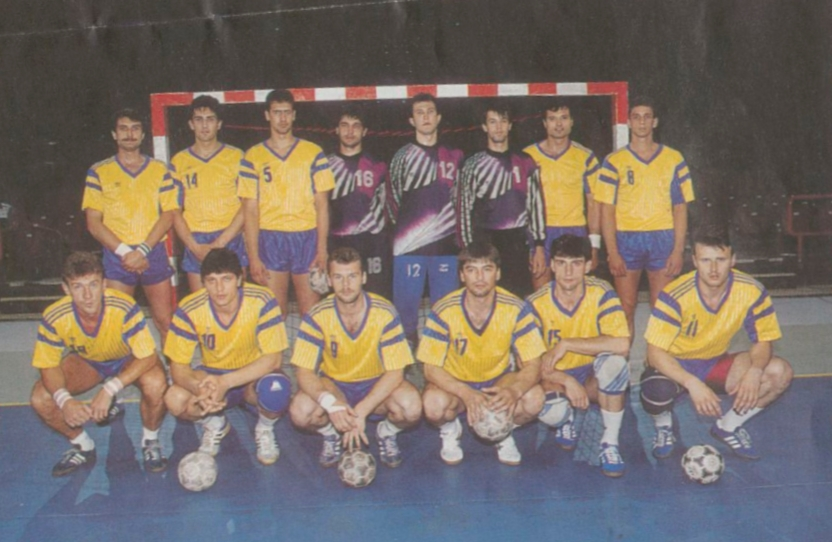
Lotul României pentru Jocurile Olimpice de la Barcelona (1992)

## Componențe anterioare ale echipei României
În cea mai mare parte, informațiile sunt preluate din enciclopedia de handbal intitulată „Istoria jocului”, întocmită de profesorul Constantin Popescu Pilică și disponibilă pe pagina oficială a Federației Române de Handbal. Deoarece uneori aceleași nume sunt ortografiate diferit, în special cele ale jucătorilor de etnie maghiară sau germană, în lista de mai jos a fost preluată grafia din diverse documente oficiale emise de către instituții ale statului român. În cazul handbaliștilor de origine germană ale căror nume nu apar în documentele oficiale s-a utilizat grafia folosită de publicațiile de limbă germană.
Jocurile Olimpice din 1936 (locul 5)
Karl Haffer, Friedrich Haffer, Robert Speck, Wilhelm Zacharias, Alfred Höchsmann, Friedrich Halmen, Günter Schorsten, Wilhelm Heidel, Johann Sonntag, Hans Georg Herzog, Wilhelm Kirschner, Stefan Zoller, Hans Hermannstädter, Drăgan Comănescu, Péter Fecsi, Hans Zikeli, Bruno Holzträger, Friedrich Kasemiresch, Stippi Orendi
Antrenor: Hans Schuschnig
Campionatul Mondial din 1938 (locul 5) - în 11 jucători
Karl Haffer, Ernst Wolf, ?, ?, Wilhelm Zacharias, ? Henning, Günter Schorsten, Friedrich Barth, Edwin Steilner, Hans Hermannstädter, Péter Fecsi, Hans Georg Herzog, Alfred Höchsmann, Wilhelm Kirschner, Drăgan Comănescu, ? Hanek, ? Connerth, Friedrich Halmen, ?
Antrenor: ? Fröhlich
Campionatul Mondial din 1958 (locul 13)
Michael Redl, Emil Barbu, Aurel Bulgariu, Virgil Hnat, Olimpiu Nodea, Petre Ivănescu, Gheorghe Covaci, Iulian Căliman, Tudor Ristoiu, Liviu Constantinescu, Virgil Tale, Gheorghe Coman, Pompiliu Simion, Mircea Costache I, Constantin Tănăsescu, Hans Moser
Antrenori: Ioan Kunst-Ghermănescu, Niculae Nedeff
Campionatul Mondial din 1959 (locul 2) - în 11 jucători
Michael Redl, Rudolf Haberpursch, Aurel Bulgariu, Ion Iliescu, George Bădulescu, Octavian Nițescu, Constantin Șelaru, Valentin Șelaru, Gheorghe Covaci, Árpád Barabás, Virgil Hnat, Olimpiu Nodea, Mircea Costache I, Cornel Oțelea, Savin Marcu
Antrenori: Ioan Kunst-Ghermănescu, Niculae Nedeff (antrenor federal)
Campionatul Mondial din 1961 (locul 1)
Michael Redl, Ion Bogolea, Otto Tellmann, Petre Ivănescu, Gheorghe Covaci, Hans Moser, Aurel Bulgariu, Mircea Costache II, George Bădulescu, Mircea Costache I, Cornel Oțelea, Gheorghe Coman, Olimpiu Nodea, Virgil Hnat
Antrenori: Oprea Vlase, Niculae Nedeff
Campionatul Mondial din 1964 (locul 1)
Michael Redl, Ion Bogolea, Virgil Tale, Petre Ivănescu, Olimpiu Nodea, Virgil Hnat, Hans Moser, Aurel Bulgariu, Cornel Oțelea, Mircea Costache I, Mircea Costache II, Ion Popescu, Gheorghe Gruia, Josef Jakob, Cezar Nica
Antrenori: Ioan Kunst-Ghermănescu, Niculae Nedeff, Eugen Trofin
Campionatul Mondial din 1967 (locul 3)
Michael Redl, Cornel Penu, Alexandru Dincă, Gheorghe Gruia, Cornel Oțelea, Cristian Gațu, Valentin Samungi, Ghiță Licu, Cezar Nica, Gheorghe Goran, Hans Moser, Josef Jakob, Ion Popescu, Mihail Marinescu, Roland Gunesch
Antrenori: Ioan Kunst-Ghermănescu, Eugen Trofin, Niculae Nedeff
Campionatul Mondial din 1970 (locul 1)
Cornel Penu, Ștefan Orban, Alexandru Dincă, Cristian Gațu, Gheorghe Gruia, Valentin Samungi, Ghiță Licu, Cornel Oțelea, Roland Gunesch, Gheorghe Goran, Mihail Marinescu, Titus Moldovan, Ion Popescu, Gavril Kicsid, Ștefan Birtalan, Cezar Nica
Antrenori: Niculae Nedeff, Eugen Trofin, Oprea Vlase
Jocurile Olimpice din 1972 (locul 3)
Cornel Penu, Alexandru Dincă, Virgil Tale, Cristian Gațu, Gheorghe Gruia, Roland Gunesch, Ghiță Licu, Gavril Kicsid, Adrian Cosma, Werner Stockl, Simon Schobel, Constantin Tudosie, Valentin Samungi, Radu Voina, Marin Dan, Ștefan Birtalan
Antrenori: Niculae Nedeff, Oprea Vlase
Campionatul Mondial din 1974 (locul 1)
Cornel Penu, Ștefan Orban, Alexandru Dincă, Cristian Gațu, Ghiță Licu, Roland Gunesch, Gavril Kicsid, Ștefan Birtalan, Marin Dan, Adrian Cosma, Mircea Ștef, Radu Voina, Mircea Grabovschi, Constantin Tudosie, Liviu Bota, Werner Stockl
Antrenori: Niculae Nedeff, Oprea Vlase
Jocurile Olimpice din 1976 (locul 2)
Cornel Penu, Nicolae Munteanu, Cristian Gațu (căpitan), Ghiță Licu, Ștefan Birtalan, Adrian Cosma, Radu Voina, Mircea Grabovschi, Alexander Fölker, Cezar Drăgăniță, Werner Stockl, Gavril Kicsid, Constantin Tudosie, Roland Gunesch
Antrenori: Niculae Nedeff, Oprea Vlase
Campionatul Mondial din 1978 (locul 7)
Cornel Penu, Nicolae Munteanu, Ștefan Birtalan, Cezar Drăgăniță, Werner Stockl, Vasile Stângă, Cornel Durău, Alexander Fölker, Mircea Grabovschi, Gavril Kicsid, Radu Voina, Mihai Mironiuc, Mircea Bedivan, Ștefan Deacu
Antrenori: Niculae Nedeff, Cornel Oțelea, Eugen Trofin
Jocurile Olimpice din 1980 (locul 3)
Nicolae Munteanu, Claudiu Eugen Ionescu, Vasile Stângă, Ștefan Birtalan, Iosif Boroș, Adrian Cosma, Maricel Voinea, Cezar Drăgăniță, Marian Dumitru, Lucian Vasilache, Alexander Fölker, Neculai Vasilcă, Radu Voina, Cornel Durău
Antrenori: Ioan Kunst-Ghermănescu, Niculae Nedeff, Lascăr Pană
Campionatul Mondial din 1982 (locul 5)
Nicolae Munteanu, Alexandru Buligan, Michael Redl jr., Vasile Stângă, Marian Dumitru, Mircea Bedivan, Neculai Vasilcă, Cornel Durău, Radu Voina, Cezar Drăgăniță, Alexander Fölker, Maricel Voinea, Ștefan Birtalan, Gheorghe Dumitru, Mircea Grabovschi
Antrenori: Niculae Nedeff, Lascăr Pană
Jocurile Olimpice din 1984 (locul 3)
Nicolae Munteanu, Alexandru Buligan, Adrian Simion, Marian Dumitru, Cornel Durău, Maricel Voinea, Vasile Stângă, Gheorghe Covaciu, Dumitru Berbece, Alexander Fölker, Mircea Bedivan, Neculai Vasilcă, Gheorghe Dogărescu, Vasile Oprea, Iosif Boroș
Antrenori: Niculae Nedeff, Radu Voina
Campionatul Mondial din 1986 (locul 9)
Alexandru Buligan, Adrian Simion, Marian Dumitru, Cezar Drăgăniță, Dumitru Berbece, Alexander Fölker, Ion Mocanu, Adrian Ghimeș, Marian Mirică, Tudor Roșca, Gheorghe Covaciu, Iosif Boroș, Maricel Voinea
Antrenori: Lascăr Pană, Cezar Nica
Campionatul Mondial din 1990 (locul 3)
Alexandru Buligan, Vasile Cocuz, Marian Dumitru, Robert Licu, Cristian Zaharia, Maricel Voinea, Adrian Ghimeș, Cornel Durău, Dumitru Berbece, Ion Mocanu, Costică Neagu, Rudi Prisăcaru, Liviu Ianoș, Paul Cicu
Antrenori: Cornel Oțelea, Valentin Samungi, Ștefan Orban
Jocurile Olimpice din 1992 (locul 8)
Alexandru Buligan, Sorin Toacsen, Ion Mocanu, Alexandru Dedu, Robert Licu, Rudi Prisăcaru, Dumitru Berbece, Adrian Popovici, Titel Răduță, Marian Dumitru, Maricel Voinea, Dumitru Bontaș, Cristian Zaharia, Costică Neagu, Daniel Apostu, Radu Ionel
Antrenori: Cezar Nica, István Orbán
Campionatul Mondial din 1993 (locul 10)
Sorin Toacsen, Daniel Apostu, Ioan Gănău, Costică Neagu, Adrian Popovici, Ciprian Beșta, Vasile Sajenev, Eliodor Voica, Robert Licu, Rudi Prisăcaru, Dumitru Bontaș, Adrian Ștot, Titel Răduță, Alexandru Dedu, Ionel Radu
Antrenori: Otto Hell, Ghiță Licu
Campionatul European din 1994 (locul 11)
Sorin Toacsen, Daniel Apostu, Vasile Cocuz, Adrian Popovici, Titel Răduță, Alexandru Dedu, Cristian Zaharia, Ciprian Beșta, Eliodor Voica, Robert Licu, Adrian Ghimeș, Rudi Prisăcaru, Vasile Sajenev, Dumitru Bontaș
Antrenori: Ștefan Birtalan, István Orbán
Campionatul Mondial din 1995 (locul 10)
Alexandru Buligan, Sorin Toacsen, Daniel Apostu, Daniel Coman, Adrian Popovici, Cristian Zaharia, Ciprian Beșta, Eliodor Voica, Robert Licu, Adrian Ghimeș, Rudi Prisăcaru, Dumitru Berbece, Titel Răduță, Alexandru Dedu, Ion Mocanu
Antrenori: Vasile Stângă, István Orbán, Ion Vărgălui
Campionatul European din 1996 (locul 9)
Sorin Toacsen, Liviu Ianoș, Titel Răduță, Daniel Coman, Petru Pop, Eliodor Voica, Ciprian Beșta, Robert Licu, Iulian Alexandru, Rudi Prisăcaru, Alexandru Dedu, Ionel Radu
Antrenori: Doru Simion, Nicolae Munteanu
Campionatul Mondial din 2009 (locul 15)
Rudi Stănescu, Mihai Popescu, Sorin Bârză, Mihai Timofte, George Buricea, Florin Nicolae, Adrian Petrea, Marius Stavrositu, Valentin Ghionea, Ionuț Georgescu, Rareș Jurcă, Gheorghe Irimescu, Mihai Rohozneanu, Sandu Iacob, Marian Cozma
Antrenori: Aihan Omer, Petre Ghervan, Sorin Toacsen
Campionatul Mondial din 2011 (locul 19)
Mihai Popescu, Ionuț Ciobanu, Bogdan Pralea, Valentin Ghionea, Laurențiu Toma, Ionuț Georgescu, Gabriel Florea, Alexandru Sabou, Iulian Stamate, Marius Novanc, Dan Savenco, Alexandru Csepreghi, Cristian Fenici, Rareș Jurcă, Daniel Mureșan, Alexandru Șimicu, Marius Sadoveac, Alexandru Stamate Jr.
Antrenori: Vasile Stângă, Sorin Toacsen